# Mimanuga cineracea
Mimanuga cineracea är en fjärilsart som beskrevs av Alfred Ernest Wileman och Reginald James West 1928.
Mimanuga cineracea ingår i släktet Mimanuga och familjen nattflyn. Inga underarter finns listade i Catalogue of Life.